# Arthon-en-Retz
Arthon-en-Retz (bret. Arzhon-Raez, gallo Arton) – miejscowość i dawna gmina we Francji, w regionie Kraj Loary, w departamencie Loara Atlantycka. W 2013 roku jej populacja wynosiła 4087 mieszkańców. 
W dniu 1 stycznia 2016 roku z połączenia dwóch ówczesnych gmin – Arthon-en-Retz oraz Chéméré – utworzono nową gminę Chaumes-en-Retz. Siedzibą gminy została miejscowość Arthon-en-Retz. 